# Popcorn Time
Popcorn Time ist ein plattformübergreifender, freie Software BitTorrent-Client, der einen integrierten Media-Player enthält. Die Anwendung bietet eine kostenlose Alternative zu abonnementbasierten Video-Streaming-Diensten wie Netflix. Popcorn Time verwendet sequenzielles Herunterladen, um Videos zu streamen, die von verschiedenen Torrent-Websites aufgelistet werden, und Tracker von Drittanbietern können auch manuell hinzugefügt werden. Die Legalität der Software hängt von der jeweiligen Rechtsprechung ab.
Nach seiner Gründung erhielt Popcorn Time schnell positive Aufmerksamkeit in den Medien, wobei einige die App aufgrund ihrer Benutzerfreundlichkeit mit Netflix verglichen. Nach diesem Popularitätsanstieg wurde das Programm am 14. März 2014 auf Druck der Motion Picture Association of America (MPAA) von seinen ursprünglichen Entwicklern abrupt heruntergenommen. Seitdem wurde das Programm mehrere Male abgespaltet mit verschiedenen anderen Entwicklerteams wie Time4Popcorn und dem Butter Project, um das Programm instand zu halten und neue Funktionen zu entwickeln. Time4Popcorn gewann Berichten zufolge innerhalb von vier Monaten nach dem Start im Jahr 2014 Millionen von Nutzern und war der erste Fork, der Popcorn Time auf Android-Geräte brachte. Im September 2014 wurde Time4Popcorn auf jailbroken Apple-Geräten und schließlich auch auf nicht jailbroken iOS-Geräten über ein Windows-Installationstool verfügbar. Die iOS-Version wird nicht mehr unterhalten allerdings wird in der FAQ eine baldige Veröffentlichung erwähnt, „sobald [ihre] Entwickler denken, dass es für die Welt bereit ist.“

## Funktionsweise

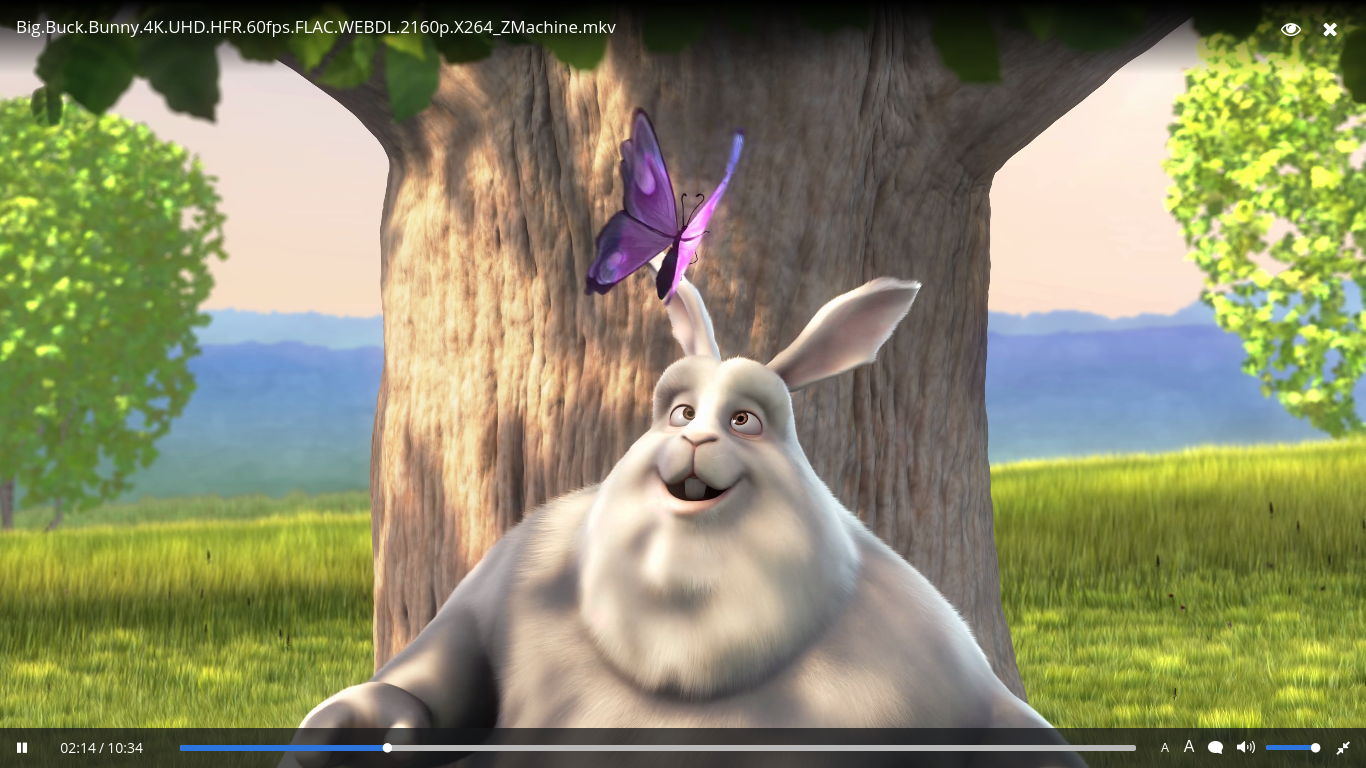
Big Buck Bunny auf Popcorn Time 0.3.8

Die Popcorn Time-Benutzeroberfläche präsentiert Miniaturansichten und Filmtitel in einer ähnlichen Weise wie Netflix. Diese Liste von Medien kann nach Genres oder Kategorien durchsucht und durchgeblättert werden. Wenn ein Benutzer auf einen der Titel klickt, wird der Film über das BitTorrent-Protokoll heruntergeladen. Wie bei anderen BitTorrent-Clients beginnt Popcorn Time, sobald es einen Film herunterlädt, auch den heruntergeladenen Inhalt mit anderen Benutzern zu teilen (technisch ausgedrückt, es seedet den Torrent an andere im BitTorrent-Schwarm). Es macht den heruntergeladenen Inhalt weiterhin für andere verfügbar, bis der Film gelöscht wird, was normalerweise automatisch geschieht, sobald die Anwendung geschlossen wird.

## Geschichte
Popcorn Time wurde „in ein paar Wochen“ von einer Gruppe aus Buenos Aires, Argentinien, entwickelt, die „Pochoclín“ (abgeleitet von pochoclo, was im Sprachgebrauch von Buenos Aires Popcorn bedeutet) als ihr Maskottchen wählte. Sie glaubten, dass Piraterie ein „Service-Problem“ sei, das von „einer Industrie geschaffen wurde, die Innovation als Bedrohung für ihr antikes Rezept, Werte zu sammeln, darstellt“, und argumentierten auch, dass Streaming-Anbieter zu viele Einschränkungen erhielten und gezwungen seien, einen inkonsistenten Service zwischen den Ländern anzubieten, wobei sie anmerkten, dass Streaming-Anbieter in ihrem Heimatland Argentinien „zu glauben scheinen, dass There's Something About Mary 1998 ein aktueller Film ist. Dieser Film wäre hier Alt genug zum Wählen.“
Verfügbar gemacht für Linux, macOS, Windows und Android, war der Quellcode von Popcorn Time von deren Website herunterladbar; das Projekt war als freie Software gedacht. Mitwirkende lokalisierten das Programm in 44 Sprachen.

### Reaktionen
Das PC Magazine und CBC News verglichen Popcorn Time mit Netflix und wiesen auf die offensichtlichen Vorteile gegenüber Netflix hin, wie z. B. die Größe der Bibliothek und die Auswahl an aktuellen Titeln. Caitlin Dewey von der Washington Post sagte, dass Popcorn Time ein Versuch gewesen sein könnte, das normalerweise „skizzenhafte“ Ökosystem von Torrents zugänglicher zu machen, indem es ein sauberes, modernes Aussehen und eine einfach zu bedienende Benutzeroberfläche erhielt.

### Legalität
Die Legalität der verschiedenen Popcorn Time-Clients entsprach der aller anderen BitTorrent-Clients plus der zusätzlichen Problematik, die für Seiten wie The Pirate Bay und YTS selbst gilt, aufgrund der expliziten Verlinkung zu Filminhalten; auf deren Website wurde behauptet, dass die Software je nach lokalen Gesetzen möglicherweise illegal sei.
In Großbritannien erging im April 2015 eine gerichtliche Anordnung an ISPs, URLs zu sperren, die entweder die Popcorn Time-Anwendungssoftware (PTAS) oder „Quellen von Aktualisierungsinformationen“ (SUI), d. h. Zeiger auf Torrent-Indexierungsseiten, bereitstellten. Das Gericht stellte fest, dass im Gegensatz zu früheren Fällen, in denen es direkt um Indizierungsseiten ging, weder Websites, die die PTAS noch die SUI bereitstellten, als „öffentliche Wiedergabe eines Werks“ ausgelegt werden konnten, da beide keine spezifischen Informationen über ein bestimmtes Werk enthielten. Es hielt es für durchaus wahrscheinlich, dass sowohl die Anbieter des PTAS als auch des SUI als „Autorisierung von Verletzungshandlungen“ durch Nutzer angesehen werden könnten, aber dies war nicht der Fall, den die Kläger in der mündlichen Verhandlung vorgebracht hatten. Stattdessen hatten sie behauptet, dass die Anbieter Verletzungshandlungen durch Content-Hosting-Websites autorisiert hätten, aber diese Behauptung war nicht aufgestellt worden.
Der Richter stellte jedoch fest, dass die Popcorn Time-Anbieter „offensichtlich wussten und beabsichtigten“, dass die Anwendung „das entscheidende Mittel ist, das den Nutzer zum Zugriff auf die Host-Website veranlasst und damit die verletzenden Kommunikationen verursacht“; und auf dieser Grundlage „ein gemeinsames Design mit den Betreibern der Host-Websites“ hatten und daher eine gemeinsame Haftung für die Urheberrechtsverletzungen teilten (Gesamtschuld). Es war daher angemessen, die ISPs anzuweisen, die Websites zu sperren, wie es in Abschnitt 97A des Copyright Designs and Patents Act 1988 vorgesehen ist.
Am 20. Mai 2015 sperrte die Regierung von Israel nach einer Klage der größten Kabel- und Satellitenanbieter wegen Urheberrechtsverletzungen alle Zugänge zu den offiziellen Downloads von Popcorn Time. Obwohl die Download-Seiten blockiert wurden, waren Internetnutzer, die noch eine Kopie der Installationsdatei und/oder des Programms besaßen, nicht betroffen, und es gab andere Sharing-Seiten, die Installationsdateien verteilten. Weniger als einen Monat später hob die Regierung das Verbot wieder auf.
Am 17. August 2015 wurde die dänische Website PopcornTime.dk von der Dänische Polizei geschlossen und zwei Verhaftungen vorgenommen. Der Fall hat eine Kontroverse ausgelöst, da die Website nicht mit den Popcorn Time-Entwicklerteams verbunden ist, sondern nur Informationen über den Dienst verbreitet.
Wie bei anderen BitTorrent-Clients können die IP-Adressen der Nutzer der Original-App oder ihrer Forks leicht von Dritten ermittelt werden. Anfang 2015 erhielten viele deutsche Popcorn Time-Nutzer Schadensersatzforderungen in Höhe von 815 €. Die hohe Summe wurde damit begründet, dass die Anwendung nicht nur Filme herunterlädt, sondern auch verteilt, eine Tatsache, die nicht allen Nutzern bewusst war.

#### Cobbler Nevada, LLC v. Anonymous Users of Popcorn Time: Does 1-11
Dieser Artikel wurde in einer Zivilklage in Cobbler Nevada, LLC v. Anonymous Users of Popcorn Time zitiert: Does 1-11. Rec. Doc. 1 at 5, Case No. 3:15-cv-1550 (D. Or. 2015) (der Versuch, Popcorn Time von „anderen Softwareprogrammen“ zu unterscheiden, indem behauptet wird, dass Popcorn Time keine legitimen Zwecke hat; der einzige Beweis, der zur Unterstützung dieser Behauptung angeführt wurde, war der „Popcorn Time“-Wikipedia-Artikel). In der Klage wurde behauptet, dass Nutzer illegal Kopien des Adam-Sandler-Films Cobbler – Der Schuhmagier heruntergeladen haben.

#### Popcorn-Time.no
Am 8. März 2016 beschlagnahmte die Polizeieinheit für Wirtschaftskriminalität, Økokrim, die Domain Popcorn-Time.no. Die Seite hostete nicht die Popcorn Time-Anwendung, sondern hatte Artikel und Links zu Seiten, die die Anwendung anboten.  Die Beschlagnahmung wird von den norwegischen Mitgliedsorganisationen NUUG und EFN angefochten.

### Stilllegung
Am 14. März 2014 wurden die ursprüngliche Website und das GitHub-Repository von Popcorn Time abrupt entfernt. Die Entwickler erklärten, dass sie trotz der unerwartet positiven Medienberichterstattung, die die Software angezogen hatte, einfach weiterziehen wollten und dass „unser Experiment uns vor die Türen endloser Debatten über Urheberrechtsverletzungen und Copyright, Klageandrohungen und die zwielichtige Maschinerie gestellt hat, die uns das Gefühl gibt, in Gefahr zu sein, weil wir tun, was wir lieben. Und das ist kein Kampf, an dem wir teilhaben wollen“. Später wurde durch die Sony-Leaks bekannt, dass die MPAA die ursprünglichen Entwickler von Popcorn Time tatsächlich daran hinderte, weiter an dem Programm zu arbeiten. Zu dieser Zeit sah sich die MPAA in der Lage, „einen großen Sieg zu erringen, indem sie die Hauptentwickler von Popcorn Time ausgeschaltet hat“, und zwar durch eine Aktion, die eine Zusammenarbeit auf drei Kontinenten erforderte, um zu verhindern, dass Popcorn Time zu einer „großen Pirateriebedrohung“ wird.
Die Entwickler behaupteten, dass die Mehrheit ihrer Nutzer außerhalb der Vereinigten Staaten sei und dass es "in jedem einzelnen Land der Erde installiert" sei. Sogar in denen, die keinen Internetzugang haben", und zwar von Benutzern, die "Geldstrafen, Gerichtsverfahren und alle möglichen Konsequenzen riskieren würden, nur um einen aktuellen Film in Hausschuhen ansehen zu können. Nur um die Art von Erfahrung zu bekommen, die sie verdienen". Sie lobten auch die Medien, die sie in ihrer Berichterstattung über Popcorn Time nicht angefeindet hatten und stimmten mit ihrer Meinung überein, dass die Filmindustrie Anti-Verbraucher und zu restriktiv in Bezug auf Innovation sei.

### Nachfolger
Nach der Einstellung wurde die Popcorn Time-Anwendung von verschiedenen Gruppen geforkt, um die Entwicklung des Projekts fortzusetzen. Am 8. August 2015 wurde die Website der ursprünglichen Popcorn Time-Anwendung auf die PopcornTime.io Webseite umgeleitet. Ein paar Tage später gaben Mitglieder des ursprünglichen Popcorn Time-Projekts bekannt, dass sie das Projekt PopcornTime.io als Nachfolger des ursprünglichen, eingestellten Popcorn Time unterstützen werden.

## Abspaltungen

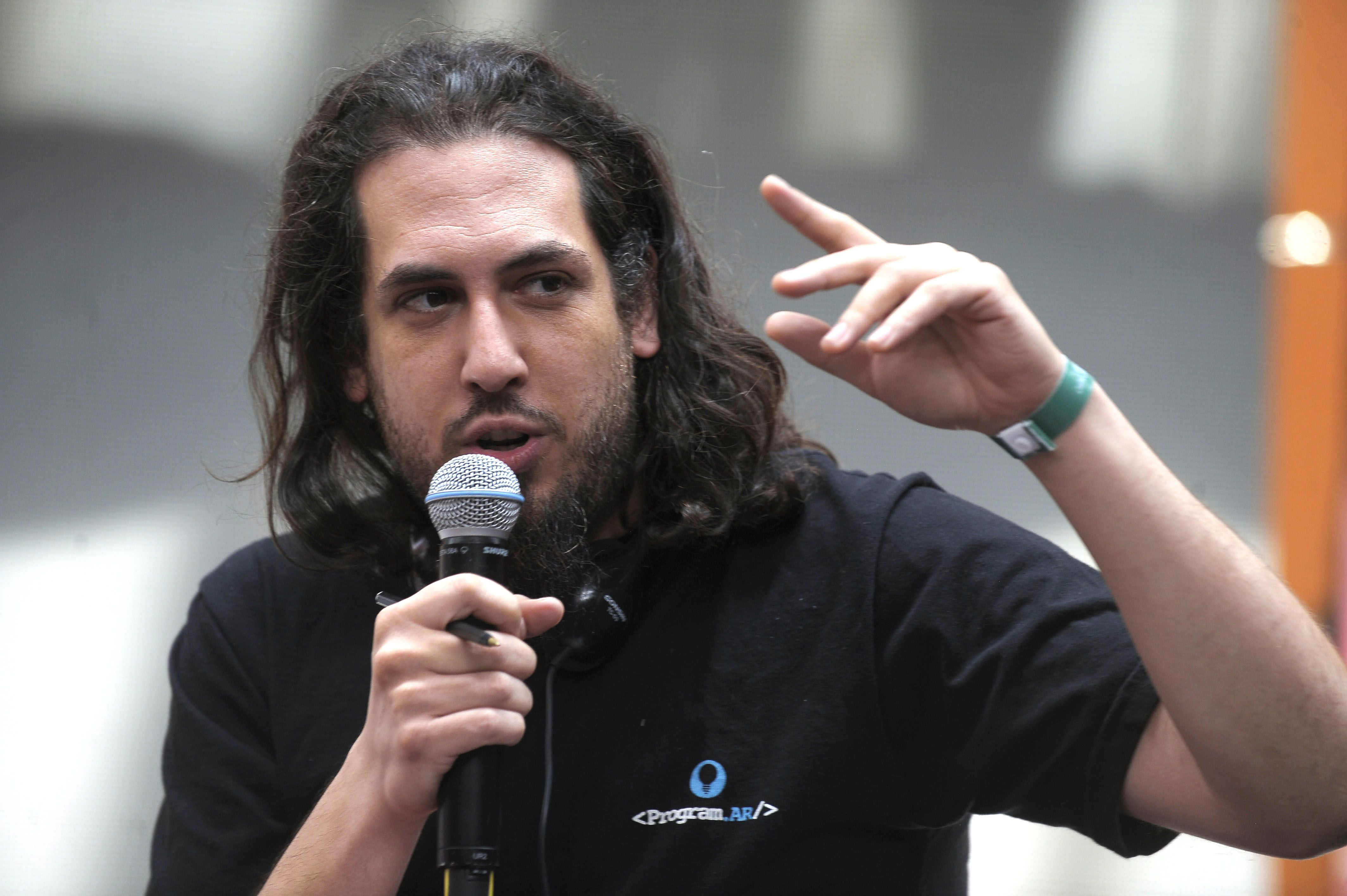
Argentinischer Programmierer Niv Sardi, einer der Entwickler des Forks PopcornTime.io.

Nachdem die ursprünglichen Entwickler das Programm eingestellt hatten, forkten andere Teams den ursprünglichen Popcorn Time-Quellcode und führten die Entwicklung unabhängig weiter. Diese Gruppen benutzten weiterhin den Namen „Popcorn Time“, aber anders als das Popcorn Time-Projekt sind diese Forks nicht mit den Entwicklern der ursprünglichen Anwendung verbunden. Die Entwickler des ursprünglichen Popcorn Time hatten Mitglieder, die dem Popcorn Time-Projekt beitraten und dieses als Nachfolger des eingestellten alten Popcorn Time befürworteten. PopcornTime.app, früher PopcornTime.sh, wird von der privaten VPN-Firma VPN.ht gesponsert.

### Time4Popcorn (Time4Popcorn.eu, Popcorn-Time.to Popcorn-Time.se)
Dieser Popcorn Time-Fork wurde ursprünglich mit der Webdomain Time4Popcorn.eu gestartet. Die Domain Time4Popcorn.eu wurde von Eurid gesperrt, als Ergebnis einer rechtlichen Untersuchung gegen Time4Popcorn.eu. Die Programme, die auf die Domain Time4Popcorn.eu angewiesen sind, funktionierten vorübergehend nicht mehr, aber das Programm und die Website wurden auf eine neue Domain Popcorn-Time.se aktualisiert. Da die ursprüngliche Domain Time4Popcorn.eu gewaltsam entfernt wurde, zog das Team auf die Website Popcorn-Time.se um.
Am 13. Mai 2014 veröffentlichte der Fork eine mobile Version für Android-Telefone und -Tablets. Außerdem hat Popcorn-Time.se am 9. Juni 2014 ein eingebautes VPN, bereitgestellt von Kebrum.
Die Entwickler von Popcorn-Time.se fügten später Chromecast-Unterstützung für Desktop und Android hinzu. Am 30. Juli 2014 fügten die Entwickler von Popcorn-Time.se ihrer Desktop-App Unterstützung für das Apple TV hinzu; am 30. September 2014 wurde eine App für jailbroken iOS-Geräte veröffentlicht. Ein anonymes Entwicklerteam hat ein Tool erstellt, das es iOS-Nutzern ermöglicht, den Fork über Windows herunterzuladen, sodass auch Geräte ohne Jailbreak Popcorn Time installieren können.

### Popcorn Time Community Edition
Nach der Abschaltung von PopcornTime.io erstellten Benutzer von Popcorn Time eine Reihe von Korrekturen, die die ursprüngliche Software modifizierten und sie wieder zum Laufen brachten. Die Fehlerbehebungen wurden zu den Popcorn Time-Installationsprogrammen hinzugefügt und als Popcorn Time Community Edition bezeichnet, was der Gemeinschaft der Benutzer, die die Software wiederbelebt haben, Anerkennung zollt.

### PopcornTime.sh (ehemals PopcornTime.io)
PopcornTime.sh ist ein Freie Softwarefork des Originalprogramms Popcorn Time. Im Oktober 2015 wurde PopcornTime.io abgeschaltet, zusammen mit der YTS-Website.
Am 3. November 2015 wurde die Domain PopcornTime.io von der MPAA erworben, nachdem sie Gerichtsbeschlüsse in Kanada und Neuseeland erwirkt hatte. Dies geschah, nachdem am 16. Oktober 2015 eine einstweilige Verfügung zur Schließung der Website erwirkt wurde, obwohl das Projekt auf einer neuen Website (PopcornTime.sh) erschien.